# Bolo cenográfico

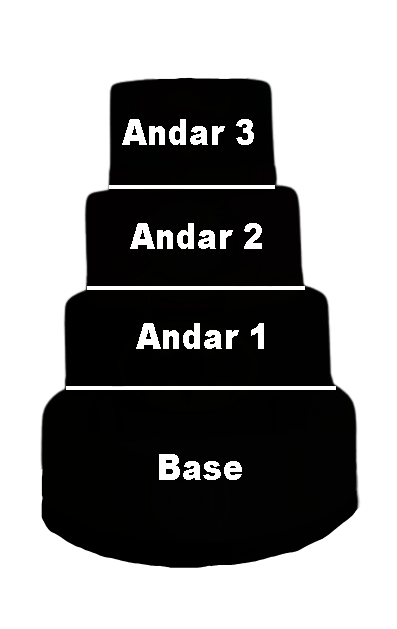
Rascunho de um projeto de bolo cenográfico.

O Bolo cenográfico (também conhecido como Bolo falso ou Bolo fake) é um bolo não-comestível que pode ser feito de papelão, isopor, pode ser revestido com cartolina, EVA entre outros materiais.
O Bolo cenográfico também pode ter várias coberturas:
- Glacê;
- Pasta americana;
- Tecido;
- Biscuit.
- Outros.[2]

## História
O Bolo cenográfico foi criado perto dos anos 2000, por várias razões. Naquele tempo era difícil 'construir' bolos de 3 andares ou mais, pois não existia as ferramentas que hoje em dia já existem.